# Lobobunaea saturnus
Lobobunaea saturnus is een vlinder uit de familie nachtpauwogen (Saturniidae), onderfamilie Saturniinae.
De wetenschappelijke naam van de soort is voor het eerst geldig gepubliceerd door Fabricius in 1793.